# Posa di morte
I fossili di dinosauri e uccelli vengono frequentemente ritrovati in una caratteristica postura che consiste nella testa girata all'indietro, con la coda estesa e la bocca aperta. La causa di questa postura - a volte chiamata “posa di morte” - è ancora oggetto di dibattito scientifico.
Le spiegazioni tradizionali dei paleontologi spaziano dai legamenti del collo che essiccandosi si contraggono fino a piegare il corpo in quella posizione, a flussi  d'acqua (in cui l'animale è cascato o è stato trasportato) che piegano casualmente il corpo in questa posa.  .
Faux e Padian hanno suggerito nel 2007 che l'animale prima di morire soffrisse di Opistotono durante gli spasmi della morte, e che quella postura non è il risultato di nessun processo post-mortem, bensì di un danno cerebrale, provocato principalmente da asfissia (causata spesso da ceneri vulcaniche in cui questi animali sono stati rinvenuti). Hanno anche rigettato l'idea che l'acqua sia la responsabile della posa, visto che diverse parti del corpo come gli arti possono essere in posizioni differenti, una cosa difficile da spiegare con una corrente d'acqua. Hanno anche dichiarato che l'essiccamento dei legamenti non può essere il responsabile della posizione.
Alicia Cutler e i suoi colleghi della Brigham Young University in Provo, nello Utah, credono che la posa sia relativa all'acqua.  Nel 2012, i paleontologi Achim G. Reisdorf e Michael Wuttke hanno pubblicato uno studio relativo alle pose di morte. Secondo le conclusioni di questo studio, la così chiamata “posa opistotonica” non è il risultato di una malattia cerebrale che causa spasmi muscolari, e neanche una rapida sepoltura. Piuttosto, un'immersione del corpo appena prima della morte porta ad un galleggiamento che fa sì che il Ligamentum elasticum tiri la testa e la coda all'indietro.

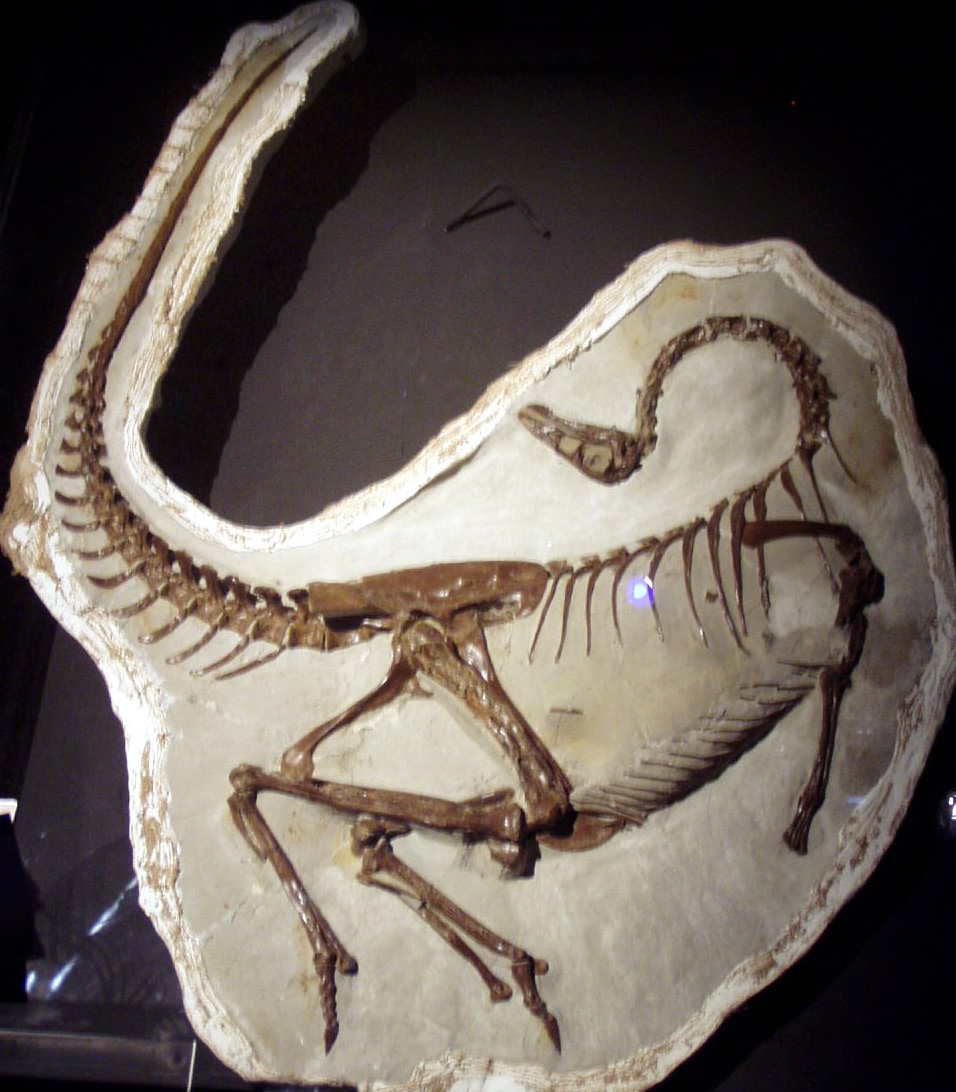
Ornithomimus
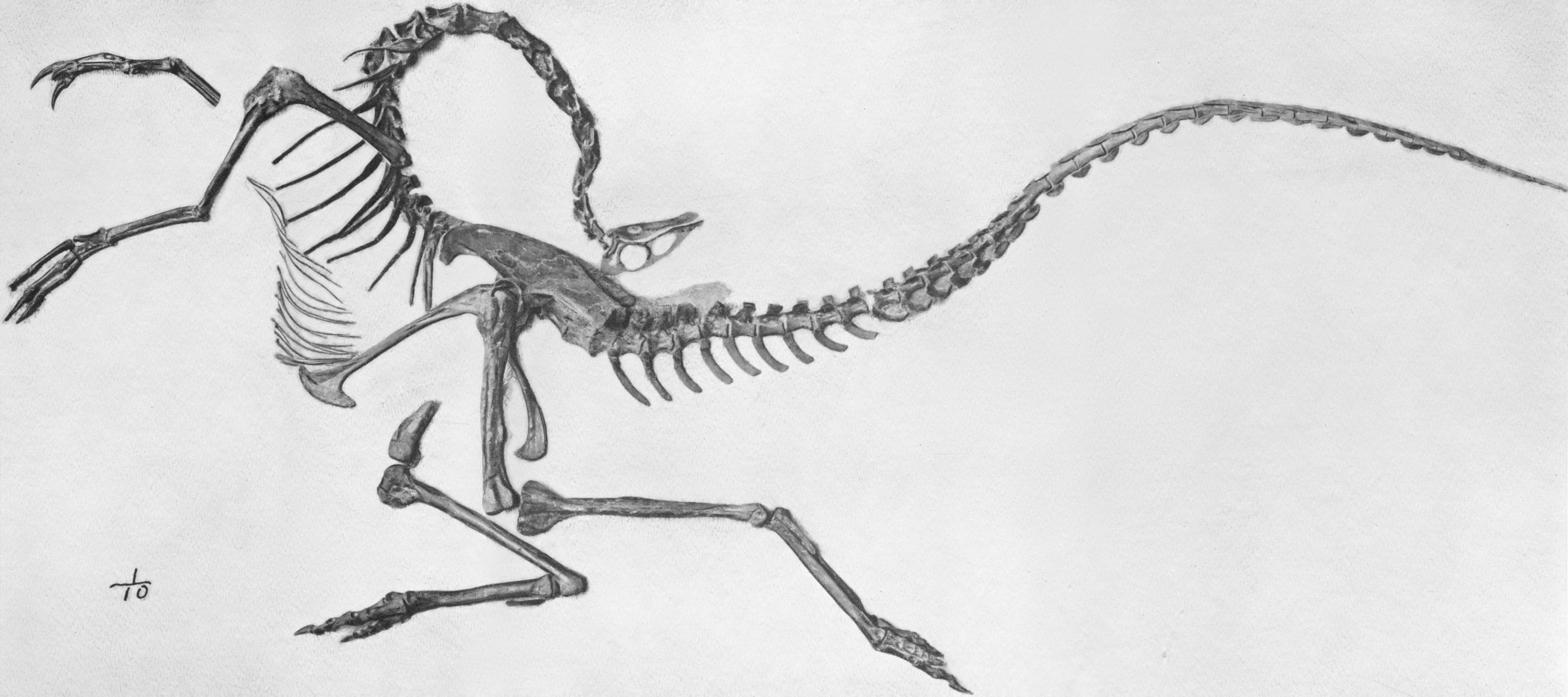
Struthiomimus.
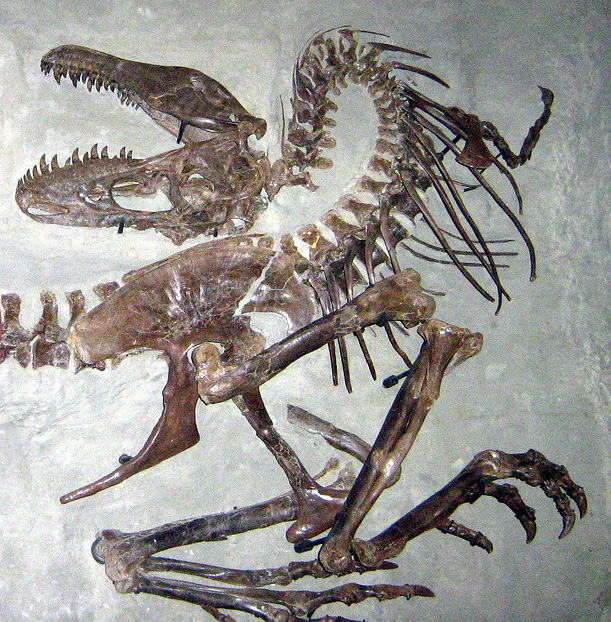
Gorgosaurus.
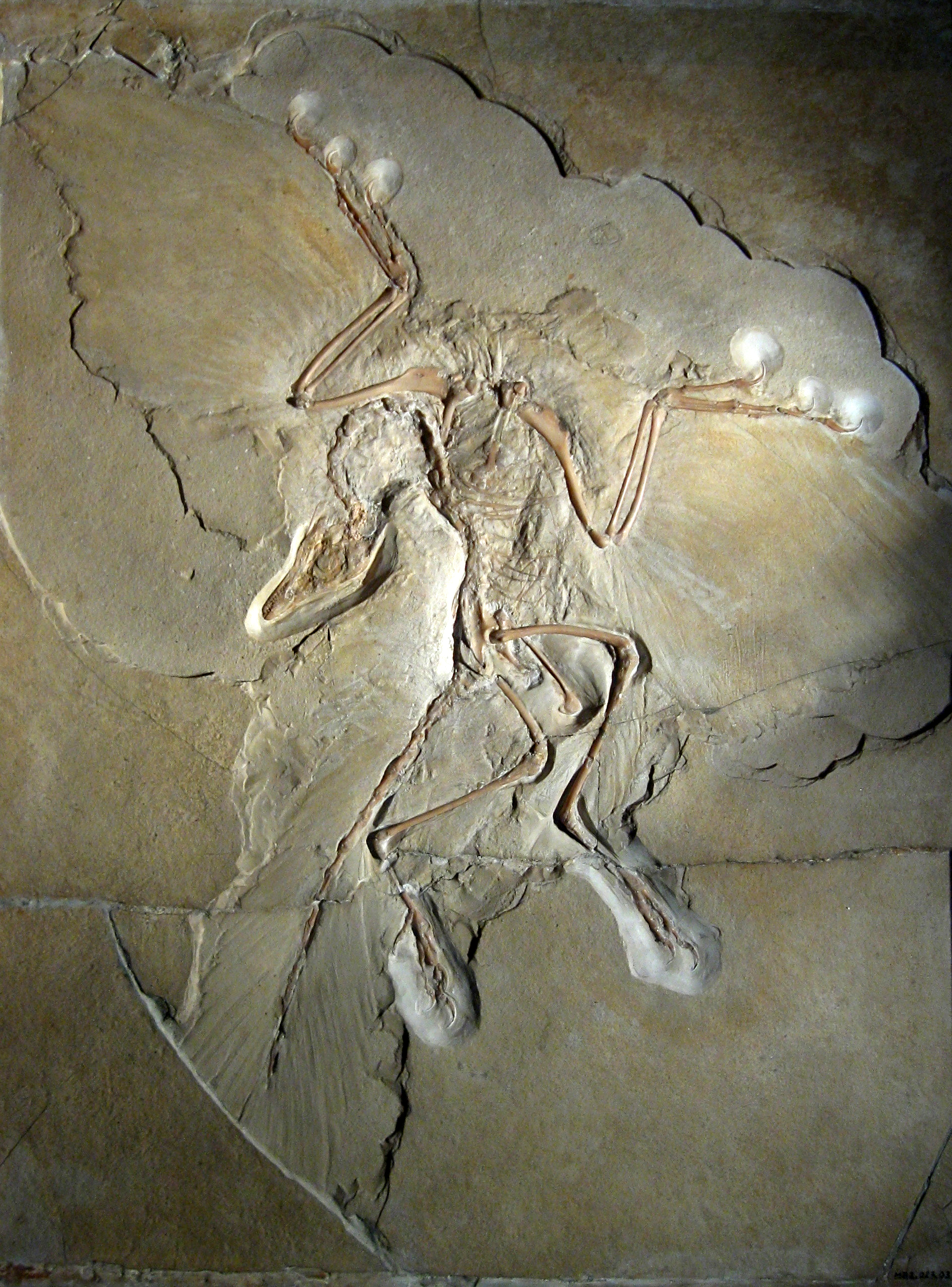
Archaeopteryx.
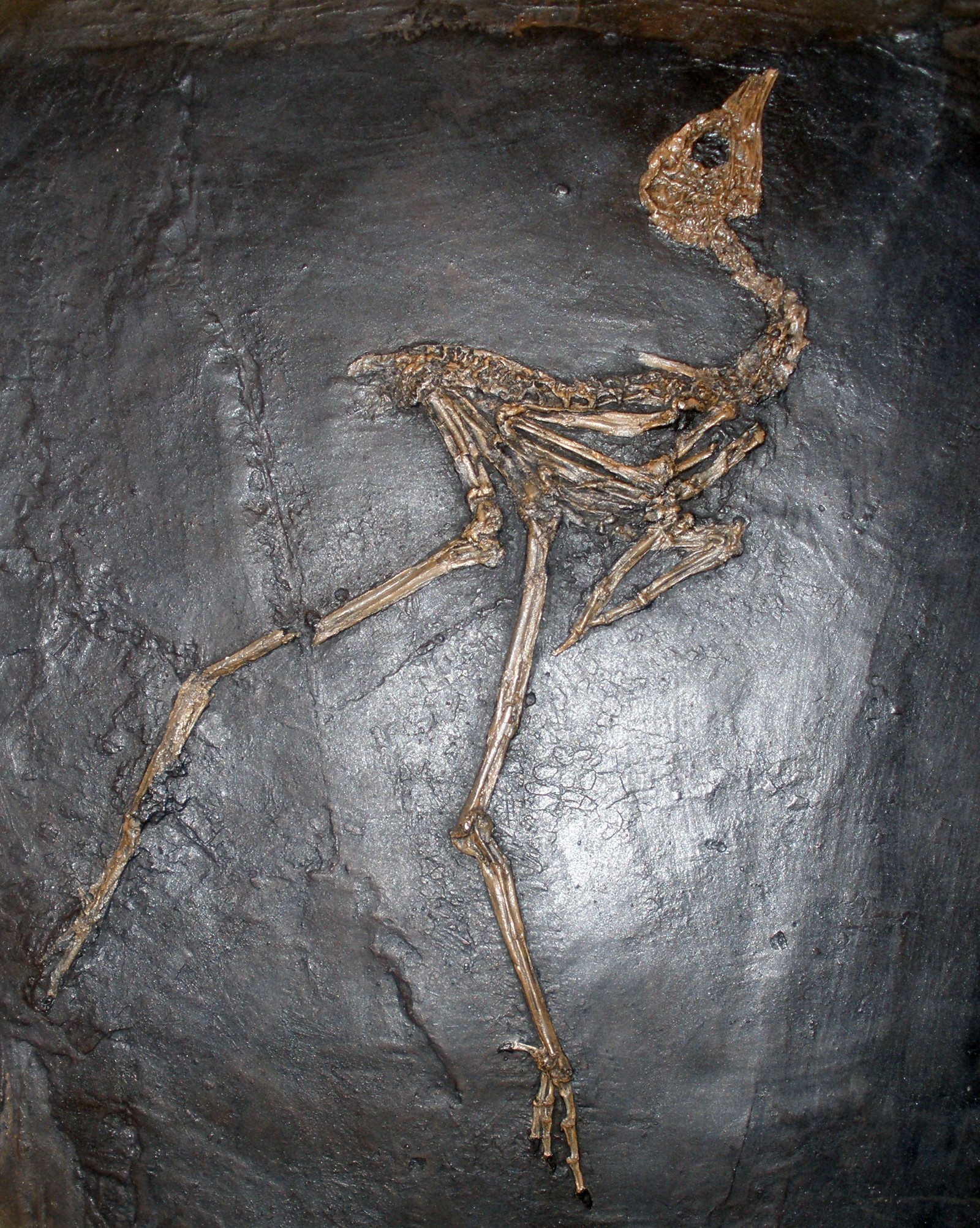
Messelornis.
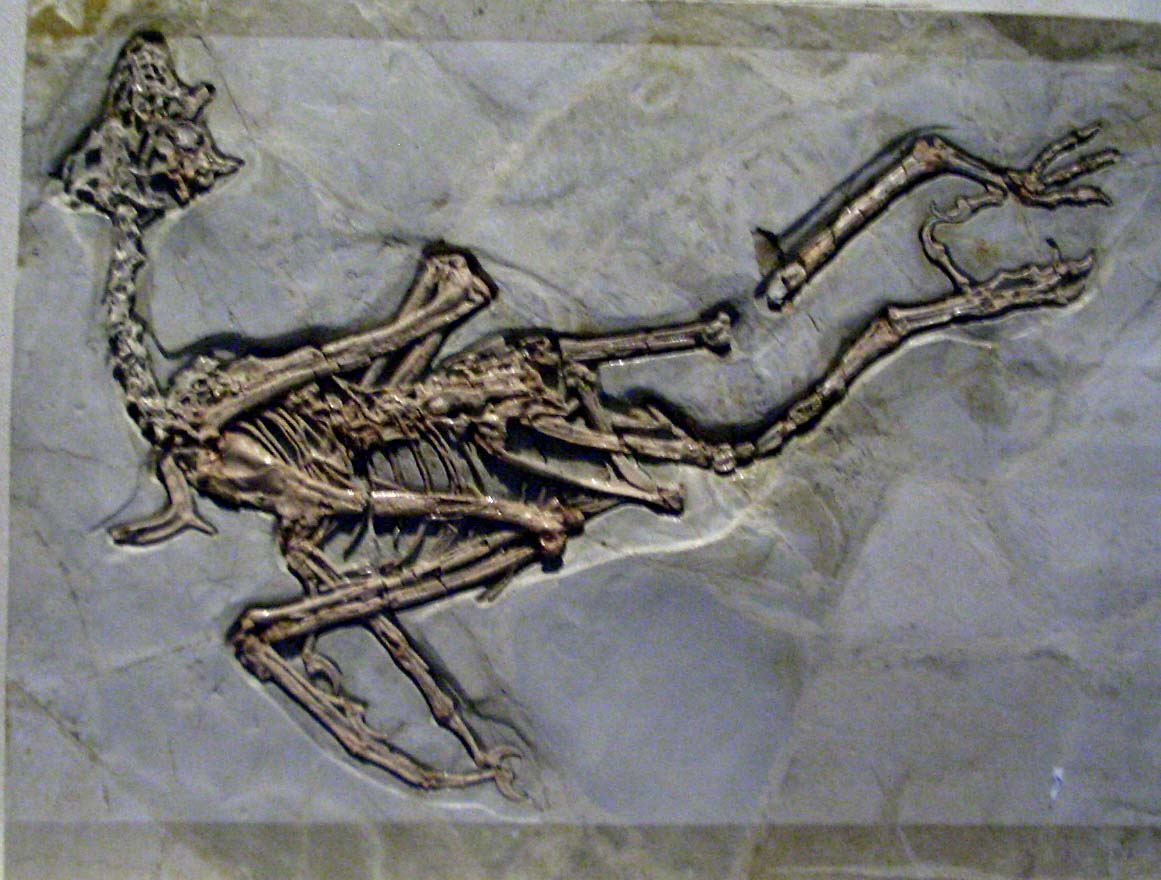
Sapeornis.
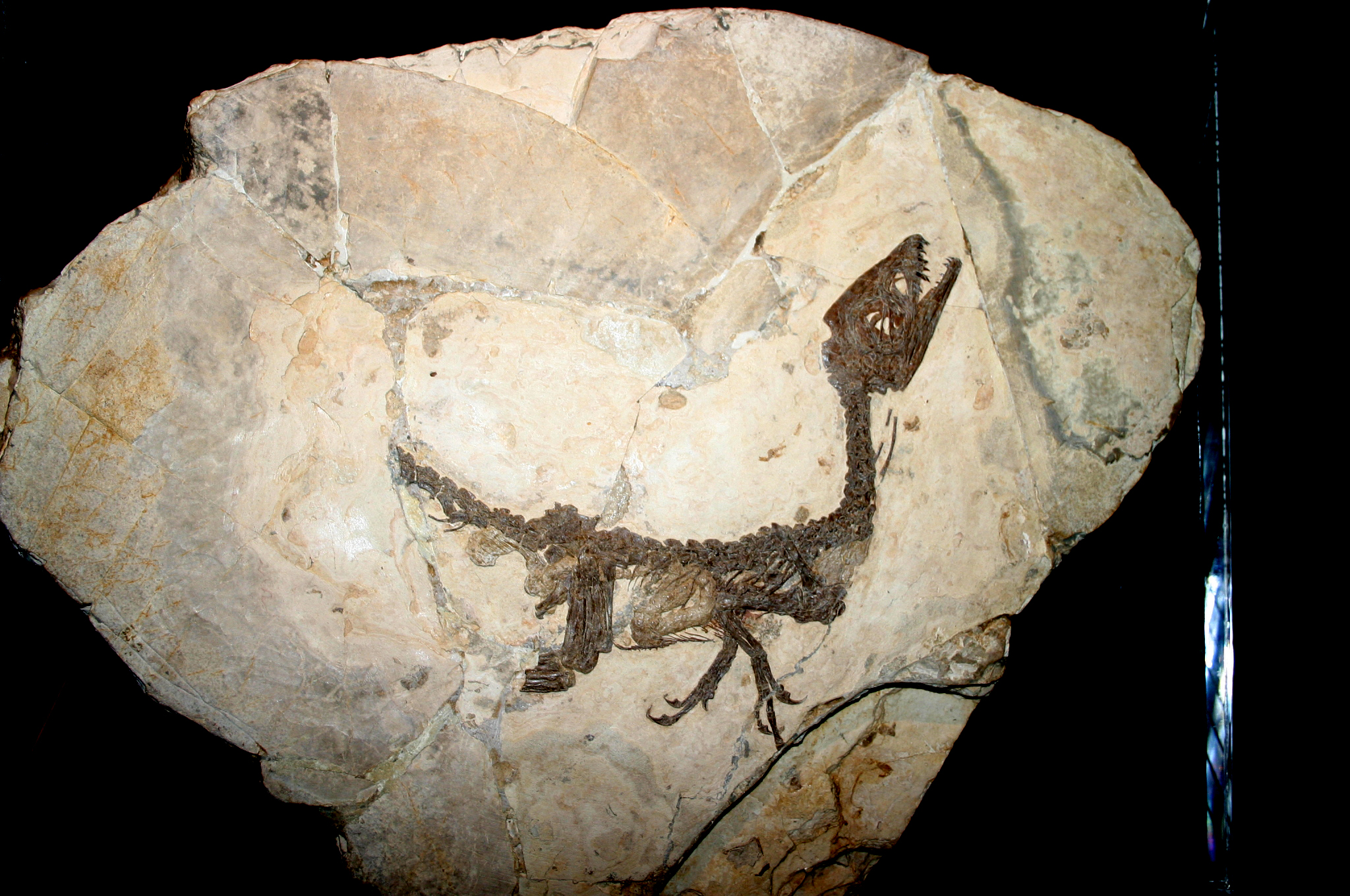
Scipionyx.